# 贝勒岛

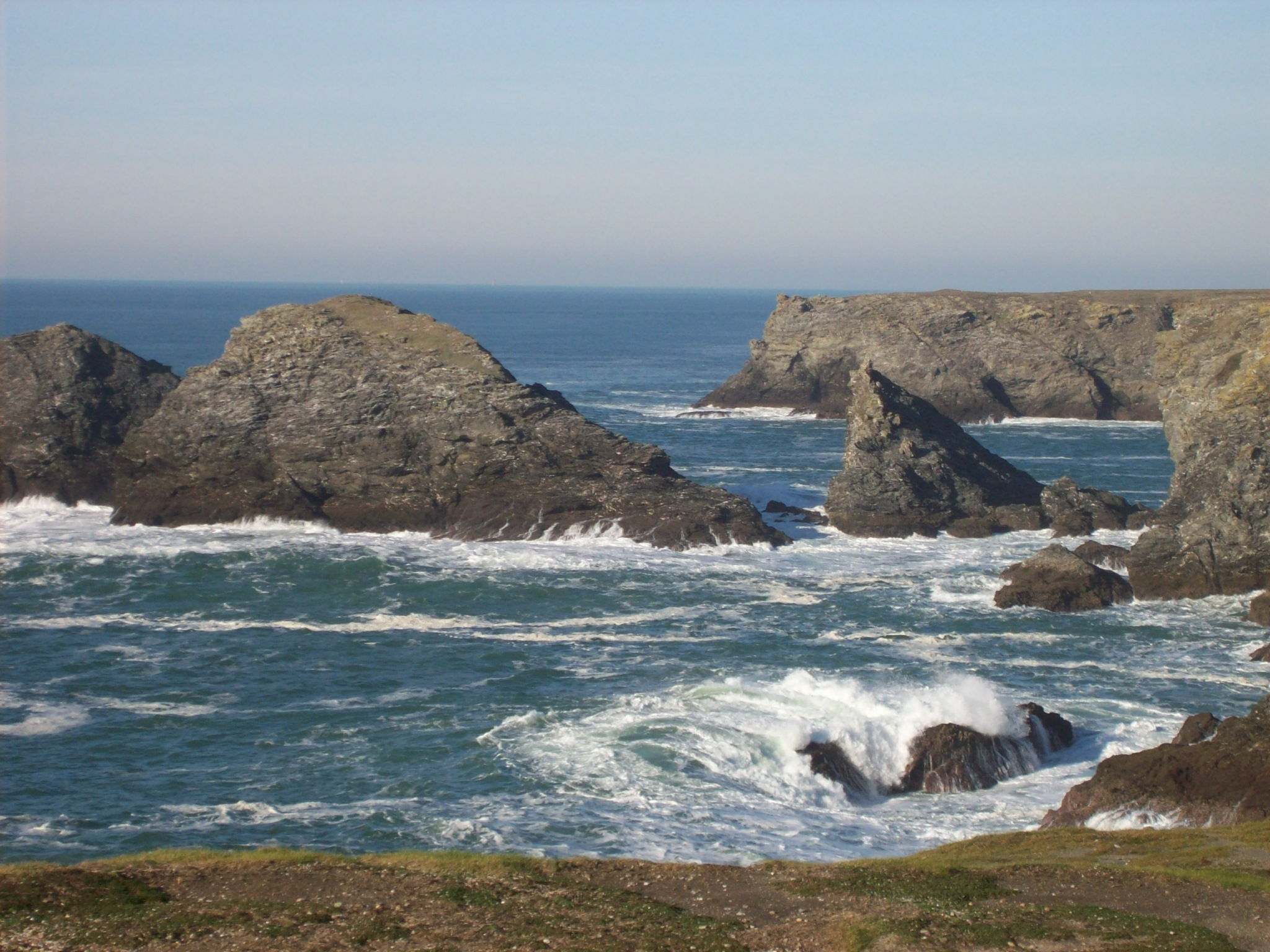
海岸

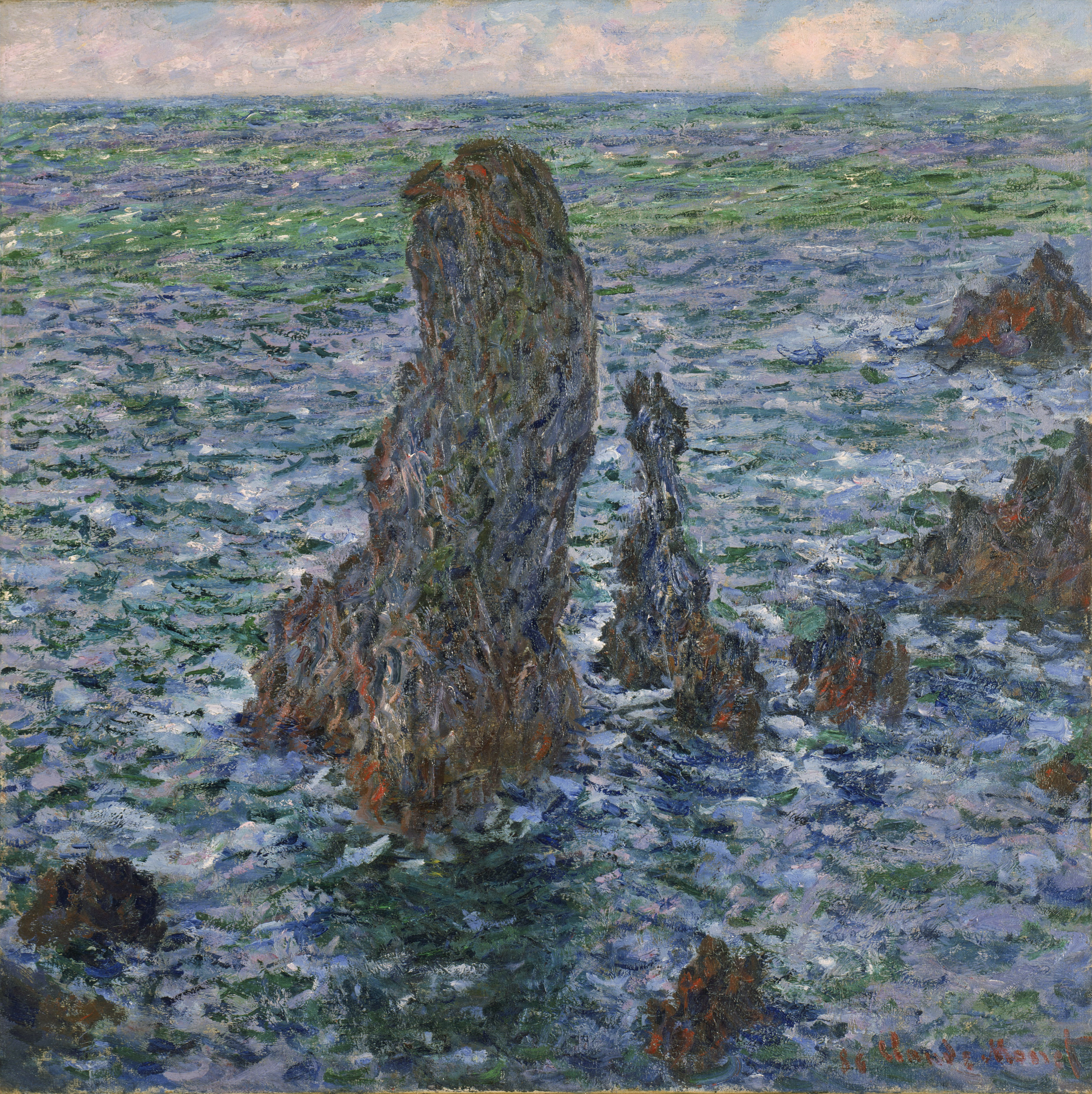
莫奈的棉花港

贝勒岛（法語： [bɛl il]，全称 [bɛl il ɑ̃ mɛʁ]，意为“海上美丽岛”），或意译作美丽岛，是法国布列塔尼最大的岛屿，位于莫尔比昂省，距离大陆14公里。